# 古沢村 (富山県)
古沢村（ふるさわむら）は、かつて富山県婦負郡にあった村。

## 沿革
- 1889年（明治22年）4月1日 - 町村制の施行により、婦負郡古沢村、栃谷村、杉谷村、境野新村及び金屋村の区域の一部の区域をもって、婦負郡古沢村が発足する。
- 1940年（昭和15年）5月1日 - 婦負郡西呉羽村及び古沢村が合併して、婦負郡呉羽村が発足する。